# Urinetown
Urinetown: The Musical er en satirisk musical med musik af Mark Hollmann og tekst af Hollmann og Greg Kotis. Den havde premiere på New York International Finge Festival, hvilket førte til en såkaldt off-Broadway-version, og siden til premiere på Broadway den 20. september 2001. Musicalen er en satire over retssystemet, kapitalismen, social uansvarlighed, populisme, bureaukrati m.v. og parodierer også andre musicals, som eksempelvis The Threepenny Opera, The Cradle Will Rock and Les Misérables og det traditionelle Broadwaymusical-format.
Den unikke blanding af politisk satire og en meget alsidig musikstil fængede an blandt publikum og forestillingen kørte for fulde huse i næsten to et halvt år. Urinetown modtog også tre Tony Awards, bl.a. for bedste musik og bedste manuskript.

## Handling
Handlingen centrerer sig omkring et offentligt toilet, i en tid hvor vandmangel har ført til at private toiletter er blevet en umulighed og befolkningen derfor må betale for at få forrettet sin nødtørft.
Den fattige del af befolkningen bruger det meste af tiden på at samle småmønter for at kunne betale de tårnhøje afgifter som den pengegriske firma URINPROFIT A/S (også kaldet UPS) forlanger. Prøver man at undgå at betale eller tisser i buskene, bliver man arresteret på stedet af overbetjent Lockstock og betjent Barrel og derefter prompte sendt til Urinetown – og dér er der aldrig nogen, der vender tilbage fra.

## Trivia
I Danmark havde forestillingen kun været sat op i skolesammenhæng – bl.a. på Gladsaxe Teaters Væksthus og på Det Danske Musicalakademi i Frederecia.
Teatret Gorgerne lavede den første selvstændige opsætning af Urinetown, som spillede i Portalen, Greve Teater- og Musikhus fra den 17. – 21. september 2008.